# Сасс, Мари
Мари Сасс (26 января 1834 — 8 ноября 1907) — французская оперная певица (сопрано) и впоследствии музыкальный педагог по вокалу бельгийского происхождения. Была одной из наиболее известных певиц Парижской оперы в 1860-х и 1870-х годах.

## Биография
Мари Сасс родилась в семье военного дирижёра, дебютировался на оперной сцене в 1852 году в Венеции. После смерти отца пела в кафе Брюсселя и Парижа, где её на одном из выступлений заметила певица Дельфина Угальде, ставшая её учительницей и помогла ей попасть в труппу парижского театра Лирик, где её дебют состоялся в сентябре 1859 года. Её выступления там, особенно партия Эвридики в «Орфее» Глюка, привлекли внимание французских музыкальных критиков, которые отмечали «красивое драматическое сопрано безукоризненной чистоты и талант». Уже с августа 1860 года она выступала на сцене Большой парижской оперы (в апреле прекратив выступления в Лирике).
С большим успехом пела партии в «Жидовке», «Трубадуре», «Гугенотах» и особенно в «Африканке», где она первой создала роль Селики. Её талант высоко оценивали Рихард Вагнер и Джузеппе Верди; последний написал для неё своего «Дон-Карлоса». В 1864 году вышла замуж за французского баса Армана Кастельяни, но уже в 1867 году развелась с ним. Сасс пела в Петербурге в итальянской опере в сезон 1873—1874 годов. Оставив сцену, посвятила себя педагогической деятельности. Из её учениц получили известность Роза Карон, Эглон, русская певица Куза. В 1902 году опубликовала своим мемуары. 
Скончалась 8 ноября 1907 года в Париже в полной нищете.